# Памятник жёнам декабристов
Памятник жёнам декабристов, которые добровольно последовали в ссылку в Сибирь за своими мужьями, находится в сквере близ исторического Завального кладбища в Тобольске. Установлен в 2008 году. Главный элемент монумента — бронзовая женская фигура, по замыслу создателей символизирующая собирательный образ жён декабристов. Композиция, посвящённая гражданскому подвигу этих женщин, была открыта в канун празднования Дня города в июле 2008 года.

## Создатели памятника
Авторами композиции являются пермские скульпторы. Специалисты Омского научно-технического проектного института транспортной инфраструктуры изготовили рабочий проект монумента. Высота скульптуры — два метра сорок сантиметров.
Место для памятника выбрано не случайно: в 30-х годах XIX века именно на поселении в Тобольске проживало 15 декабристов; жёны многих из них покоятся на Завальном кладбище города.